# Parco nazionale dell'Artico russo
Il parco nazionale dell'Artico russo (in russo Natsionalny park «Rousskaïa Artika», Национальный парк "Русская Арктика") è un parco nazionale russo istituito nel giugno del 2009. Ricopre una grande superficie desertica dell'Artico, la parte settentrionale della Novaja Zemlja e la Terra di Francesco Giuseppe. Non deve essere confuso con la riserva naturale del Grande Artico, posta più a est.

## Geografia
Il parco nazionale si estende per 14.260 chilometri quadrati, dei quali 6320 sulla terraferma e 7940 sull'Oceano Artico. Qua trovano il proprio habitat l'orso polare, la volpe polare, la balena boreale e una delle più grandi colonie di uccelli dell'emisfero nord, nonché il tricheco e diversi pinnipedi, come la foca della Groenlandia.
Il parco nazionale non protegge solamente le creature selvatiche e gli ambienti naturali, ma preserva anche il patrimonio culturale di questa regione, che è stata visitata, a partire dal XVI secolo, da grandi esploratori come Barents, Rusanov, Sedov, ecc.

## Storia

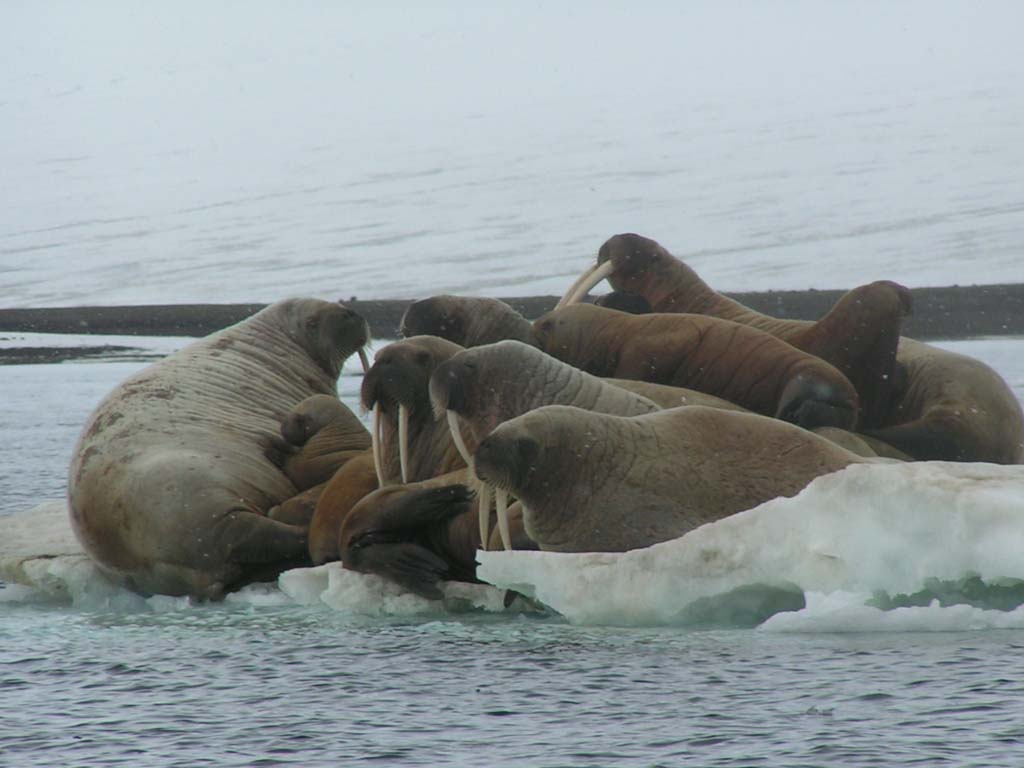
Trichechi del parco nazionale.

Il governo russo aveva già istituito nel 1994 un'area protetta sulla Terra di Francesco Giuseppe, ma fu solo il 25 giugno 2009 che Vladimir Putin firmò il decreto che sancì l'istituzione del parco nazionale dell'Artico russo. Egli stesso espresse il desiderio di visitarlo e di sviluppare il turismo nell'area.
La sede amministrativa del parco si trova ad Arcangelo. L'accesso al parco è limitato con un permesso speciale.